# 金山三岛自然保护区
金山三岛自然保护区是上海市在金山区附近海域设立的一个直辖市级自然保护区，以保护这一区域的海洋生态。它是上海为数不多受人类活动影响较少的地区之一，拥有丰富的野生动植物资源。
根据上海市政府的规定，金山三岛自然保护区涵盖大金山岛、小金山岛和浮山岛，以及这三个岛屿周围0.5海里的海域。